# Јован Хаџи-Ђокић
Јован Хаџи-Ђокић (Бајина Башта, 16. август 1944) уролог је и члан Српске академије науке и уметности.
Рођен је у Бајној Башти од оца Боривоја Хаџи -Ђокића пореклом из Власотинца и мајке Вере(девојачко, Милекић).
Детињство је провео у Бајној Башти. Од седме године живота породица се сели у село Турековац, надомак Лесковца. Основно и средње образовање стекао је у Лецковцу.

## Образовање и обука
Дипломирао је на Медицинском факултету у Београду 1969. године. Од 1970. године ради као асистент приправник на Институту за хистологију и ембриологију Медицинског факултета у Београду. У фебруару 1973. године запослио се на уролошкој клиници на Медицинском факултету у Београду. Магистарски рад под називом "Утицај тестостерона на простату пацова" одбранио је 1976. године на Медицинском факултету у Београду, а ментором га је водио академик Владимир Пантић. Специјалистички испит положио је 1977. године на уролошкој клиници у Београду са великим успехом, пред комисијом којом је председавао академик Сава Петковић(лекар). 1982. на Медицинском факултету у Београду одбранио је докторску дисертацију под називом "Утицај ћелија простате на сексуалне стероиде". За асистента на смеру Хирургија-урологија изабран је 1977. године, а за доцента 1985. године.
За ванредног професора именован је 1989. године, а 1993. године за редовног професора.
Професионално усавршавање урологије завршио је 1985. и 1989. на Универзитетским клиникама у Фиренци и Паризу.

## Радна биографија
Од 1985. године обавља функцију шефа одељења у Институту за урологију и нефрологију Клиничког центра Србије, а 1994. године изабран је за директора Института. Од јула 1998. до октобра 2000. године био је генерални директор Клиничког центра Србије. Био је и председник савезне комисије за дрогу. Током шестогодишњег периода од 1994. до 2000. године био је председник Удружења уролога Југославије и у том периоду организовао три успешна Конгреса уролога Југославије са међународним учешћем (Нови Сад, Подгорица, Београд).
За своју књигу „Тумори мокраћне бешике“ и за допринос развоју урологије добио је Октобарску награду града Београда 1996. године. Октобра је добио награду Града Лесковца 2004. године за допринос развоју урологије у Србији и Лесковцу.
Од 1994. до 2009. године био је председник комисије за полагање специјалистичког испита из урологије на Медицинском факултету у Београду. Један је од оснивача и председник управног одбора у два мандата Школе оперативне урологије у Пироту, која је значајно побољшана урологија у Србији.
У нашој земљи је први пут успешно извео операцију „радикалне перинеалне простатектомије“.
Академик Јован Хаџи Ђокић увео је у рутинску уролошку праксу многе нове оперативне технике које раније нису примењиване у нашој земљи.
Међу њима су најзначајнији:
1.Ортопични деривати урина (Цамеи И, цамеи II, Студер торбица, Гхонеим торбица, С-пластика),
2.Не-ортотопски континентални деривати урина (Маинз поуцх II),
3.Ретропубична радикална простатектомија,
4.Простатектомија перинеална радикална
5.ТУНА (трансуретрална аблација простате),
6.ТВТ (вагинална трака без напетости).
Професионално чланство
Академик Јован Хаџи Ђокић редовни је члан ЕАУ (Европског удружења урологије) и СИУ (Социете 'Интернационал д' Урологие). Почасни је члан Удружења уролога Румуније и члан Одсека за урологију Србије, Удружења уролога Србије, Удружења гинеколога Србије и Удружења радиолога Србије.
Члан је уређивачких одбора у неколико часописа: Урологија фондације (Софија), Фацта Университатис (Ниш), Медицус (Пирот) и Андрологиа (Софија).
Редовни је члан Медицинске академије Српског лекарског друштва и члан Одбора за хируршку групу. Изабран је за дописног члана Српске академије наука и уметности (САНУ) 1993. године, а за пуноправног члана 5. новембра 2009. године.
Изложио је преко 40 дежурних предавања, у земљи и иностранству, од којих су најзначајнија: на XVII светском конгресу о урологији у Букурешту, маја 2005. одржао је предавање под називом „Поправак весиковагиналне и весикутеринске фистуле“. На Универзитету Семелвеис у Будимпешти, 27. новембра 2007, одржао је предавање под називом „Диверзија мокраће на континенту“. Предавао је и на Македонској академији наука и уметности (МАНУ), као и на Црногорској академији наука и уметности (ЦАНУ).
Учествовао је на бројним конгресима уролога, гинеколога и радиолога, као организатор, учесник, предавач и председавајући. Председавао је светским конгресима урологије - Кејптаун 2006, Париз 2007, Сантијаго 2008 и Шангај 2009.
Научни радови и монографије
До сада је објавио више од 400 стручних и научних радова у водећим домаћим и међународним часописима.
Објавио је десет монографија од којих су најзначајније:
1.Тумори мокраћне бешике; Елит медица Београд, 1996;
2.Локализовани карцином простате, Елит медица Београд, 2005;
3.Уринарни деривати, Елит медица Београд, 2009;
4.Инконтиненција мокраће, Елит медица Београд, 2009.

## Одликовања
− Октобарска награда Београда, за књигу „Тумори мокраћне бешике“ (1996),
− Почаснио грађанин Власотинца (2015),
− Почасни грађанин града Лесковца (2004),
- На Дан државности Републике Србије – 15. фебруара 2020. године, председник Србије Александар Вучић уручио је академику проф. др Јовану Хаџи Ђокићу Орден Карађорђеве звезде трећег степена, који се додељује за нарочите заслуге и успехе у представљању државе и њених грађана.
− Почасни члан Удружења уролога Румуније.